# Gnathmocerodes
Gnathmocerodes là một chi bướm đêm thuộc phân họ Olethreutinae, họ Tortricidae Tortricidae.

## Các loài
- Gnathmocerodes alphestis (Meyrick, 1922)
- Gnathmocerodes euplectra (Lower, 1908)
- Gnathmocerodes labidophora Diakonoff, 1973
- Gnathmocerodes lecythocera (Meyrick, 1937)
- Gnathmocerodes ophiocosma (Turner, 1946)
- Gnathmocerodes petrifraga Diakonoff, 1968
- Gnathmocerodes tonsoria (Meyrick, 1909)